# Rallye du Portugal 1982
Le Rallye du Portugal 1982 (16º Rallye de Portugal Vinho do Porto), disputé du 2 au 7 mars 1982, est la cent-deuxième manche du championnat du monde des rallyes (WRC) courue depuis 1973, et la troisième manche du championnat du monde des rallyes 1982.

## Contexte avant la course

### Le championnat du monde

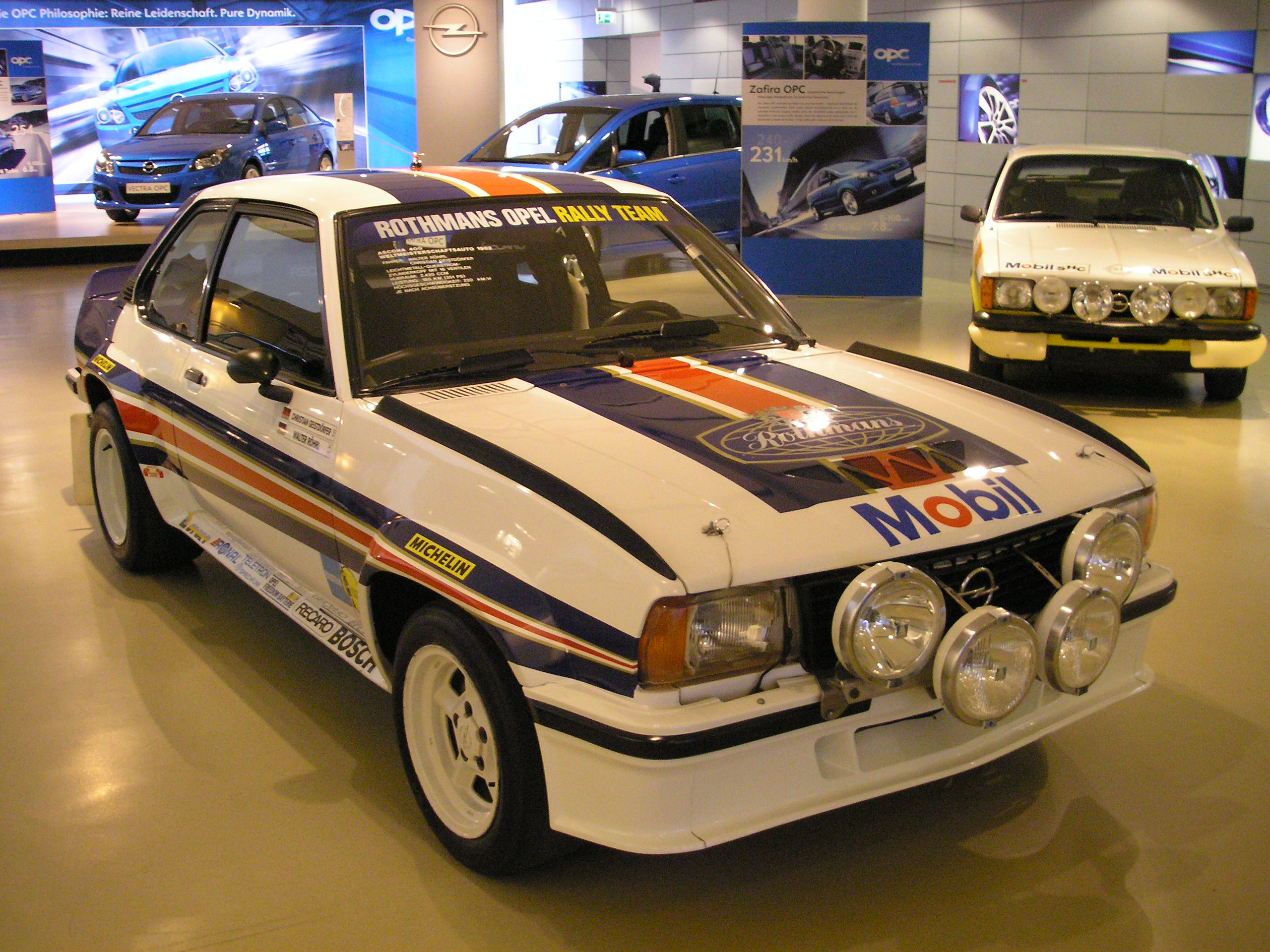
Grâce à la victoire de l'Ascona 400 de Walter Röhrl au Rallye Monte-Carlo, Opel est en tête du championnat du monde.

Ayant succédé en 1973 au championnat international des marques (en vigueur de 1970 à 1972), le championnat du monde des rallyes se dispute sur un maximum de treize manches, comprenant les plus célèbres épreuves routières internationales, telles le Rallye Monte-Carlo, le Safari ou le RAC Rally. Depuis 1979, le championnat des constructeurs a été doublé d'un championnat pilotes, ce dernier remplaçant l'éphémère Coupe des conducteurs, organisée à seulement deux reprises en 1977 et 1978. Si le calendrier 1982 intègre treize manches pour l'attribution du titre de champion du monde des pilotes, seules onze d'entre elles sont sélectives pour le championnat des marques, le Rallye de Suède et le Rallye de Côte d'Ivoire en étant exclus.
1982 marque l'introduction de la nouvelle réglementation en matière d’homologation des voitures de rallye, avec les catégories suivantes :
- Groupe N : voitures de grande production de série, ayant au minimum quatre places, fabriquées à au moins 5000 exemplaires en douze mois consécutifs ; modifications très limitées par rapport au modèle de série (bougies, amortisseurs).
- Groupe A : voitures de tourisme de grande production, fabriquées à au moins 5000 exemplaires en douze mois consécutifs, avec possibilité de modifications des pièces d'origine ; poids minimum fonction de la cylindrée.
- Groupe B : voitures de grand tourisme, fabriquées à au moins 200 exemplaires en douze mois consécutifs, avec possibilité de modifications des pièces d'origine (extension d'homologation portant sur 10% de la production). Les élargisseurs d'aile rapportés sont interdits[3].

Hormis Citroën qui a développé une version groupe B de sa Citroën Visa, modèle de petite cylindrée destinée principalement aux participants du trophée Citroën, aucun autre constructeur n'est présent dans cette catégorie. En attendant la venue des véritables «Groupe B», le championnat 1982 s'appuie donc principalement sur les voitures des groupes 2 et 4, autorisées à courir une année encore. Audi et Opel en sont les principaux acteurs, les deux marques allemandes visant les titres constructeurs et pilotes. Malgré la supériorité technique de l'Audi Quattro, à transmission intégrale, Walter Röhrl a réussi à imposer la classique Ascona 400 lors de la manche d'ouverture, le Rallye Monte-Carlo, le pilote allemand ayant par la suite conforté sa place en tête du championnat grâce à une méritoire troisième place au Rallye de Suède.

### L'épreuve
Réputé pour son organisation exemplaire, le rallye du Portugal est depuis sa création en 1967 l'une des courses européennes les plus populaires. Alternant terre et asphalte, son parcours très sélectif soumet les mécaniques à rude épreuve. Intégré au championnat d'Europe des rallyes dès 1970, il figure au calendrier du championnat du monde depuis sa création en 1973. Markku Alén y détient le record de victoires, s'y étant imposé à quatre reprises entre 1975 et 1981, succès tous acquis sur Fiat.

## Le parcours

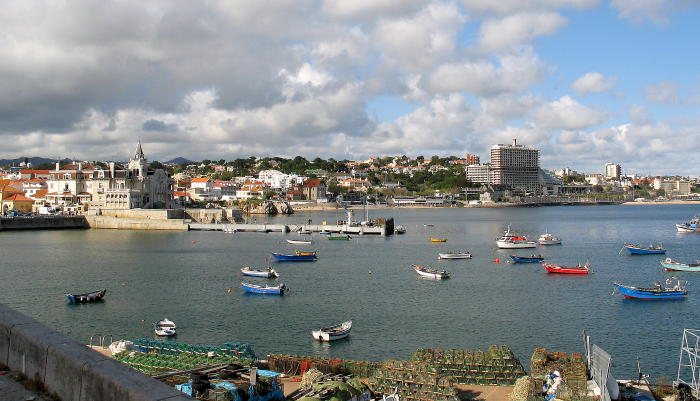
Le départ et l'arrivée du rallye auront lieu à Estoril.

- vérifications techniques : 2 mars 1982 à Estoril
- départ : 3 mars 1982 d'Estoril
- arrivée : 6 mars 1982 à Estoril
- remise des prix : 7 mars 1982 à Estoril
- distance : 2313 km dont 637,1 km sur 40 épreuves spéciales
- surface des épreuves spéciales : asphalte et terre
- Parcours divisé en cinq étapes[5]

### Première étape
- Estoril - Estoril, le 3 mars
- distance : 150 km dont 64,5 km sur 9 épreuves spéciales
- surface des épreuves spéciales : asphalte

### Deuxième étape
- Estoril - Viseu, du 3 au 4 mars
- distance : 729 km dont 124,3 km sur 9 épreuves spéciales
- surface des épreuves spéciales : terre

### Troisième étape
- Viseu - Póvoa de Varzim, le 4 mars
- distance : 305 km dont 87,4 km sur 4 épreuves spéciales
- surface des épreuves spéciales : terre

### Quatrième étape
- Póvoa de Varzim - Tomar, du 5 au 6 mars
- distance : 896 km dont 331,4 km sur 16 épreuves spéciales
- surface des épreuves spéciales : terre

### Cinquième étape
- Tomar - Estoril, le 6 mars
- distance : 233 km dont 29,5 km sur 2 épreuves spéciales
- surface des épreuves spéciales : terre

## Les forces en présence
- Audi

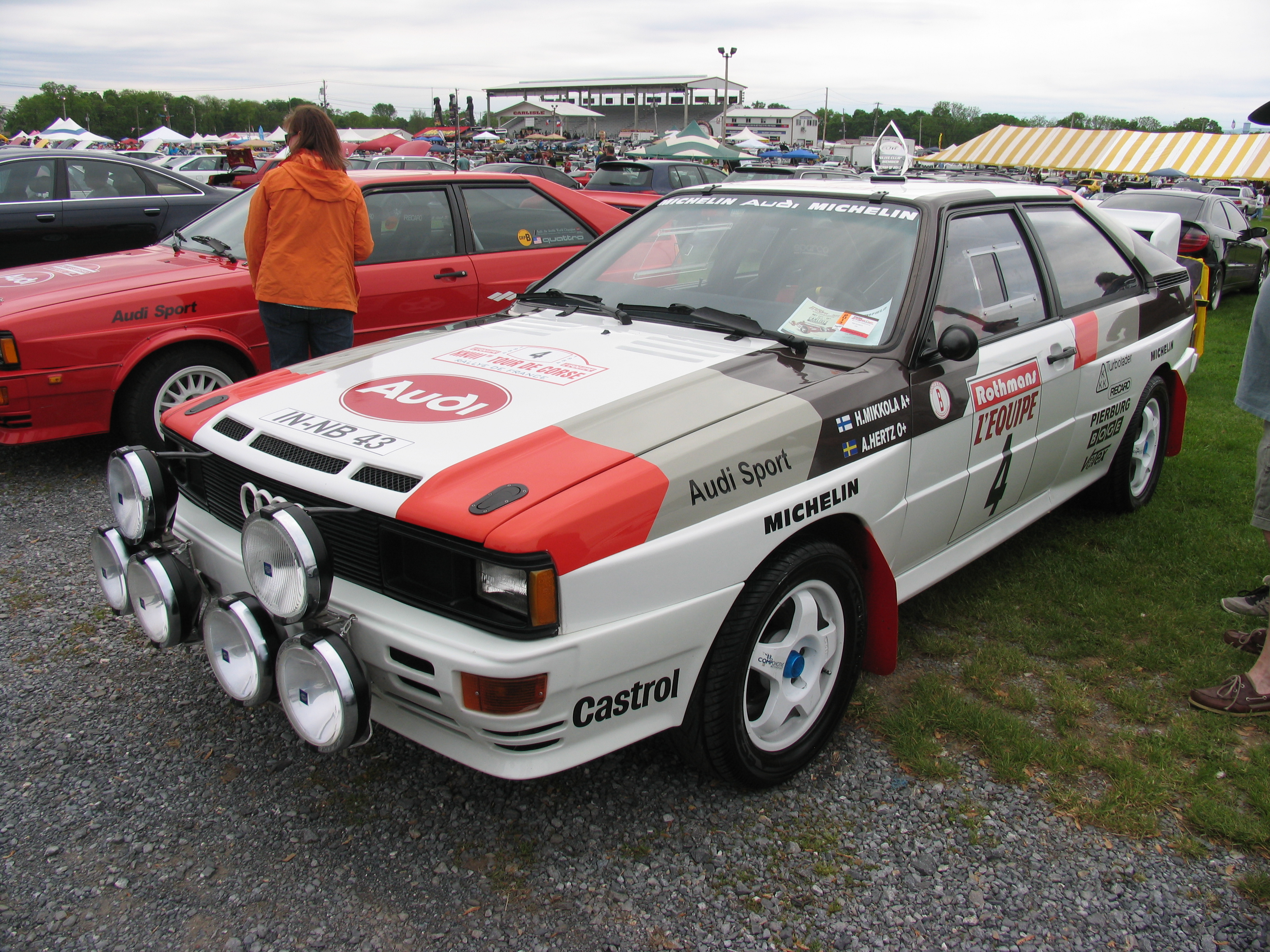
L'Audi Quattro groupe 4, à quatre roues motrices permanentes.

Le constructeur allemand engage trois coupés Quattro groupe 4, à transmission intégrale. Ces voitures sont équipées d'un moteur cinq cylindres en ligne de 2144 cm3 à injection directe, suralimenté  par un turbo-compresseur KKK. La puissance maximale est d'environ 310 chevaux. Grâce à leurs quatre roues motrices, elles disposent d'une motricité remarquable quel que soit le type de terrain, mais leur poids élevé (1180 kg) peut se révéler un handicap sur les portions très sinueuses. Franz Wittmann épaule Hannu Mikkola et Michèle Mouton pour cette course, le pilote autrichien disposant de la voiture avec laquelle il a remporté le Rallye Jänner en début de saison. Tous trois utilisent des pneus Kléber.
- Opel

L'écurie Rothmans aligne deux Ascona 400 groupe 4 préparées par l'usine, confiées à Walter Röhrl et Henri Toivonen, ce dernier ayant intégré l'équipe en début d'année. De conception classique, les Ascona sont animées par un moteur quatre cylindres de 2420 cm3 développé par Cosworth, d'une puissance de 260 chevaux. Pesant environ une tonne, elles sont plus légères et plus compactes que les Audi, leurs principales concurrentes, ce qui leur confère un avantage sur les routes sèches et sinueuses. Elles sont équipées de pneus Michelin. Opel est également très présent en groupe 2, de nombreuses Ascona et Kadett GT/E étant aux mains d'équipages locaux.
- Nissan

Nissan Europe fait débuter sa nouvelle Violet GTS groupe 4, confiée à Timo Salonen. Sa mécanique est identique à celle de la précédente Violet GT (moteur deux litres à seize soupapes, 240 chevaux), mais utilise la carrosserie du coupé Silvia S110. Tony Pond dispose quant à lui de l'habituelle Violet GT, tandis que le pilote local António Mendes pilote une 160J groupe 2. Les Nissan sont chaussées de pneus Dunlop.
- Toyota

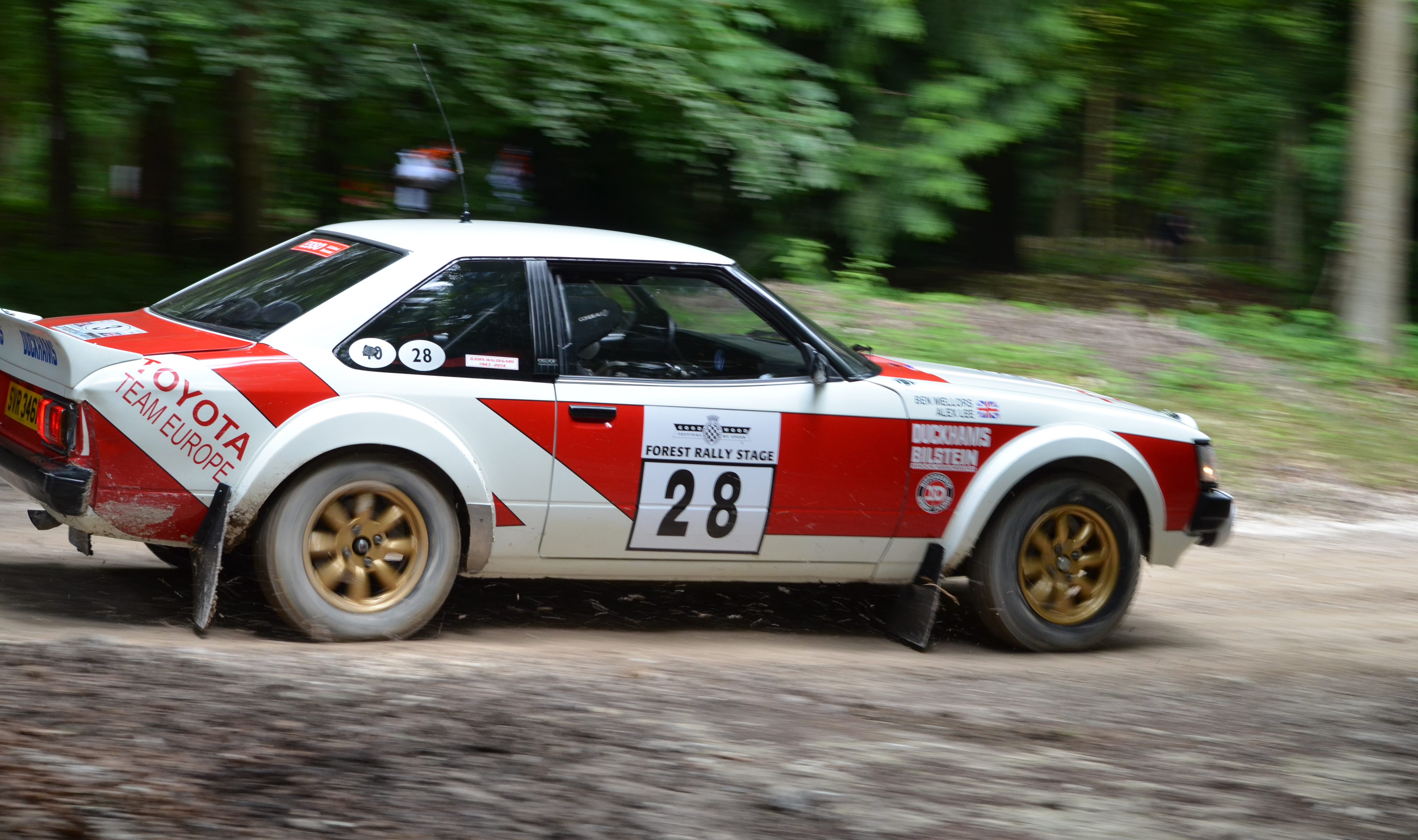
Un coupé Toyota Celica Groupe 4.

Le Toyota Team Europe effectue sa rentrée avec deux coupés Celica 2000 GT groupe 4 (1150 kg, moteur quatre cylindres deux litres, seize soupapes, deux carburateurs Weber double-corps, 230 chevaux), aux mains de Björn Waldegård et Per Eklund. Les pilotes ont le choix entre les pneus Pirelli et les Michelin.
- Porsche

Jean-Luc Thérier pilote la Porsche 911 SC groupe 4 aux couleurs Éminence, utilisée par Waldegård au dernier Rallye Monte-Carlo. Préparée par les frères Alméras, cette voiture de 1100 kg à moteur six cylindres de trois litres refroidi par air développe plus de 300 chevaux. Elle est équipée de pneus Michelin. Guy Fréquelin devait disposer d'un modèle identique, mais l'écurie n'a pu trouver de commanditaire pour l'engagement d'un second équipage.
- Ford

Engagé à titre privé, Malcolm Wilson s'aligne sur une Escort RS1800 groupe 4 (1000 kg, moteur deux litres seize soupapes, deux carburateurs double corps, 240 chevaux) mise au point dans les ateliers de John Taylor et équipée de pneus Dunlop. On note également la présence de quelques vedettes locales au volant d'Escort groupe 4 préparées par David Sutton, dont celles de Carlos Torres (pneus Pirelli) et de Mário Silva (pneus Mabor).
- Citroën

Six participants au trophée Citroën sont présents au Portugal, sur des petites Citroën Visa groupe B (700 kg, 1219 cm3, 100 chevaux). Christian Dorche et Alain Coppier sont les principaux animateurs de ce challenge. Les six voitures sont chaussées de pneus Michelin.

## Déroulement de la course

### Première étape
Les 91 équipages partent d'Estoril le mercredi matin. La première étape se déroule entièrement sur asphalte. Dans ces conditions, c'est Henri Toivonen qui se montre le plus rapide au volant de son Opel ;  le pilote finlandais réalise le meilleur temps dans les sept premières épreuves chronométrées, au terme desquelles il compte plus de vingt secondes d'avance sur l'Audi d'Hannu Mikkola et près de trente sur la seconde Opel, pilotée par Walter Röhrl, ces deux hommes se disputant âprement la deuxième place. Une jante endommagée provoquant une crevaison lente va toutefois perturber la progression de Toivonen, qui perd une demi-minute dans le secteur de Peninha, le faisant rétrograder à la deuxième place juste derrière Mikkola. Ce dernier parvient à conserver l'avantage dans l'ultime épreuve spéciale du jour, regagnant Estoril avec cinq secondes d'avance sur son compatriote et huit sur Röhrl. Michèle Mouton, quatrième au volant de son Audi Quattro, ne compte qu'une vingtaine de secondes de retard sur son coéquipier. Retardé par des problèmes d'amortisseurs et de surchauffe du moteur sur sa Porsche, Jean-Luc Thérier, cinquième, est une demi-minute plus loin, juste devant la Toyota de Björn Waldegård. Dix concurrents ont abandonné au cours de cette première journée.
| Pos. | Pilote            | Copilote              | Voiture               | Groupe | Temps       | Écart        |
| ---- | ----------------- | --------------------- | --------------------- | ------ | ----------- | ------------ |
| 1    | Hannu Mikkola     | Arne Hertz            | Audi Quattro          | 4      | 39 min 28 s |              |
| 2    | Henri Toivonen    | Fred Gallagher        | Opel Ascona 400       | 4      | 39 min 33 s | + 5 s        |
| 3    | Walter Röhrl      | Christian Geistdörfer | Opel Ascona 400       | 4      | 39 min 36 s | + 8 s        |
| 4    | Michèle Mouton    | Fabrizia Pons         | Audi Quattro          | 4      | 39 min 49 s | + 21 s       |
| 5    | Jean-Luc Thérier  | Michel Vial           | Porsche 911 SC        | 4      | 40 min 17 s | + 49 s       |
| 6    | Björn Waldegård   | Hans Thorszelius      | Toyota Celica 2000 GT | 4      | 40 min 28 s | + 1 min 00 s |
| 7    | Mário Silva       | Rui Bevilacqua        | Ford Escort RS1800    | 4      | 40 min 47 s | + 1 min 19 s |
| 8    | Per Eklund        | Ragnar Spjuth         | Toyota Celica 2000 GT | 4      | 40 min 49 s | + 1 min 21 s |
| 9    | Tony Pond         | Kevin Gormley         | Nissan Violet GT      | 4      | 40 min 53 s | + 1 min 25 s |
| 10   | Franz Wittmann    | Peter Diekmann        | Audi Quattro          | 4      | 40 min 56 s | + 1 min 28 s |
| 11   | José Pedro Borges | José Nobre            | Ford Escort RS1800    | 4      | 41 min 05 s | + 1 min 37 s |
| 12   | Timo Salonen      | Seppo Harjanne        | Nissan Violet GTS     | 4      | 41 min 16 s | + 1 min 48 s |
| 13   | Joaquim Santos    | Miguel Oliveira       | Ford Escort RS1800    | 4      | 41 min 47 s | + 2 min 19 s |
| 14   | Georg Fischer     | Michael Weinziert     | Talbot Sunbeam Lotus  | 2      | 42 min 16 s | + 2 min 48 s |
| 15   | Carlos Torres     | Filipe Lopes          | Ford Escort RS1800    | 4      | 42 min 26 s | + 2 min 58 s |
| 21   | Alain Coppier     | Josépha Laloz         | Citroën Visa Trophée  | B      | 44 min 35 s | + 5 min 07 s |

### Deuxième étape

#### Parcours nocture: Estoril - Buçaco
Les 81 concurrents restant en lice repartent de l'autodrome d'Estoril le mercredi, en fin de soirée. À l'issue du parcours de liaison les menant cent-cinquante kilomètres au nord, ils abordent les épreuves sur terre au milieu de la nuit, alors que le brouillard commence à tomber. Les favoris font jeu égal dans le secteur de Martinchel, Mikkola conservant cinq secondes d'avance sur Toivonen que son coéquipier Röhrl a rejoint à la deuxième place. La visibilité se réduit encore entre Relvas et Lousã, où la piste se révèle très glissante. Mikkola s'y fait piéger, effectuant une spectaculaire sortie de route ponctuée de plusieurs tonneaux ; l'équipage est indemne, mais l'Audi est hors d'usage. Michèle Mouton réalise une performance remarquable sur ce tronçon, se montrant deux secondes au kilomètre plus rapide que Röhrl, ses autres adversaires étant plus loin encore. La Française prend le commandement de la course, avec près d'une demi-minute d'avance sur le pilote allemand et une minute sur Toivonen. Le brouillard s'estompe un peu dans les secteurs suivants, où Röhrl parvient à grappiller quelques secondes à l'Audi de tête, mais Mouton se montre de nouveau la meilleure dans la spéciale de Buçaco, peu avant le lever du jour. Elle possède alors 24 secondes d'avance sur son principal adversaire, tandis que Toivonen, toujours troisième, est relégué à plus de deux minutes. La mauvaise visibilité a handicapé Thérier, qui a rétrogradé en septième position derrière les Toyota de Waldegård et Eklund, qui encadrent la Nissan de Tony Pond.

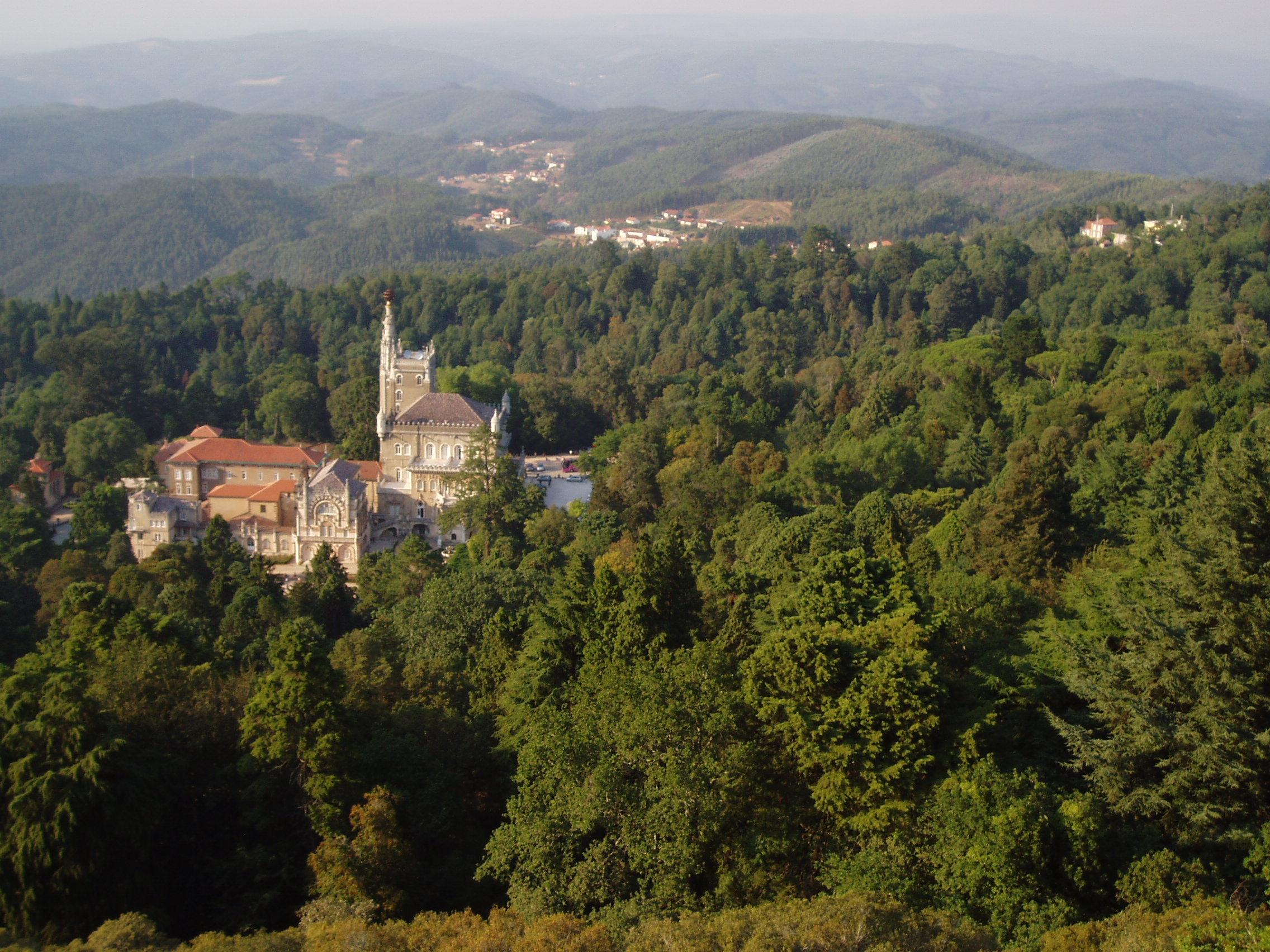
Buçaco, sur le parcours de la deuxième étape.

| Pos. | Pilote           | Copilote              | Voiture               | Groupe | Temps           | Écart         |
| ---- | ---------------- | --------------------- | --------------------- | ------ | --------------- | ------------- |
| 1    | Michèle Mouton   | Fabrizia Pons         | Audi Quattro          | 4      | 1 h 32 min 53 s |               |
| 2    | Walter Röhrl     | Christian Geistdörfer | Opel Ascona 400       | 4      | 1 h 33 min 17 s | + 24 s        |
| 3    | Henri Toivonen   | Fred Gallagher        | Opel Ascona 400       | 4      | 1 h 35 min 07 s | + 2 min 14 s  |
| 4    | Björn Waldegård  | Hans Thorszelius      | Toyota Celica 2000 GT | 4      | 1 h 36 min 15 s | + 3 min 22 s  |
| 5    | Tony Pond        | Kevin Gormley         | Nissan Violet GT      | 4      | 1 h 37 min 31 s | + 4 min 38 s  |
| 6    | Per Eklund       | Ragnar Spjuth         | Toyota Celica 2000 GT | 4      | 1 h 37 min 46 s | + 4 min 53 s  |
| 7    | Jean-Luc Thérier | Michel Vial           | Porsche 911 SC        | 4      | 1 h 38 min 10 s | + 5 min 17 s  |
| 8    | Timo Salonen     | Seppo Harjanne        | Nissan Violet GTS     | 4      | 1 h 44 min 16 s | + 11 min 23 s |

#### Parcours diurne: Buçaco - Viseu
Les concurrents accomplissent une deuxième boucle dans la région en début de matinée. Michèle Mouton remporte trois des quatre épreuves chronométrées, ralliant Viseu avec près d'une minute d'avance sur Röhrl, tandis que Toivonen a perdu toutes ses chances de bien figurer, ayant encouru des pénalisations routières à la suite d'une crevaison, et a chuté à la dix-huitième place du classement. Désormais troisième, à cinq minutes de l'Audi de tête,  Waldegård est talonné par Pond, tandis que la cinquième place est très disputée entre Eklund et Thérier. Auteur d'une course très régulière sur sa petite Citroën Visa, Alain Coppier, douzième, est en tête du groupe B. La deuxième étape a été fatale à beaucoup d'équipages, il ne reste plus que quarante-sept voitures en course.
| Pos. | Pilote                  | Copilote              | Voiture               | Groupe | Temps           | Écart         |
| ---- | ----------------------- | --------------------- | --------------------- | ------ | --------------- | ------------- |
| 1    | Michèle Mouton          | Fabrizia Pons         | Audi Quattro          | 4      | 2 h 16 min 19 s |               |
| 2    | Walter Röhrl            | Christian Geistdörfer | Opel Ascona 400       | 4      | 2 h 17 min 17 s | + 58 s        |
| 3    | Björn Waldegård         | Hans Thorszelius      | Toyota Celica 2000 GT | 4      | 2 h 21 min 19 s | + 5 min 00 s  |
| 4    | Tony Pond               | Kevin Gormley         | Nissan Violet GT      | 4      | 2 h 21 min 57 s | + 5 min 38 s  |
| 5    | Per Eklund              | Ragnar Spjuth         | Toyota Celica 2000 GT | 4      | 2 h 22 min 42 s | + 6 min 23 s  |
| 6    | Jean-Luc Thérier        | Michel Vial           | Porsche 911 SC        | 4      | 2 h 23 min 00 s | + 6 min 41 s  |
| 7    | Joaquim Santos          | Miguel Oliveira       | Ford Escort RS1800    | 4      | 2 h 28 min 20 s | + 12 min 01 s |
| 8    | Timo Salonen            | Seppo Harjanne        | Nissan Violet GTS     | 4      | 2 h 28 min 52 s | + 12 min 33 s |
| 9    | Carlos Torres           | Filipe Lopes          | Ford Escort RS1800    | 4      | 2 h 29 min 06 s | + 12 min 47 s |
| 10   | José Pedro Borges       | José Nobre            | Ford Escort RS1800    | 4      | 2 h 31 min 35 s | + 15 min 16 s |
| 11   | António Santinho Mendes | Rui Cunha             | Nissan Violet 160J    | 2      | 2 h 34 min 06 s | + 17 min 47 s |
| 12   | Alain Coppier           | Josépha Laloz         | Citroën Visa Trophée  | B      | 2 h 36 min 53 s | + 20 min 34 s |
| 13   | Franz Wittmann          | Peter Diekmann        | Audi Quattro          | 4      | 2 h 37 min 09 s | + 20 min 50 s |
| 14   | Mário Silva             | Rui Bevilacqua        | Ford Escort RS1800    | 4      | 2 h 38 min 24 s | + 22 min 05 s |
| 15   | Jorge Ortigão           | Luís Alegria          | Toyota Starlet        | 2      | 2 h 40 min 33 s | + 24 min 14 s |
| 18   | Henri Toivonen          | Fred Gallagher        | Opel Ascona 400       | 4      |                 |               |

### Troisième étape
Les équipages repartent de Viseu le mercredi soir, pour une très courte étape nocturne les conduisant à Póvoa de Varzim. Seules quatre épreuves spéciales, sur terre, sont au programme. Elles vont toutes être remportées par Michèle Mouton, qui conforte sa première place et va rallier le parc fermé, peu avant minuit, avec près de deux minutes d'avance sur Röhrl. Un problème de différentiel a éliminé la Toyota de Waldegård et c'est désormais Pond qui occupe la troisième place, juste devant Eklund, tandis que Thérier, cinquième, a perdu un peu de terrain à cause de problèmes de boîte de vitesses sur sa Porsche. Alors qu'il remontait au classement, Toivonen a effectué une sortie de route qui lui a fait perdre vingt-quatre minutes supplémentaires. Coppier, désormais onzième, est toujours largement en tête du groupe B. Il reste trente-neuf équipages en course.
| Pos. | Pilote                  | Copilote              | Voiture               | Groupe | Temps           | Écart         |
| ---- | ----------------------- | --------------------- | --------------------- | ------ | --------------- | ------------- |
| 1    | Michèle Mouton          | Fabrizia Pons         | Audi Quattro          | 4      | 3 h 16 min 35 s |               |
| 2    | Walter Röhrl            | Christian Geistdörfer | Opel Ascona 400       | 4      | 3 h 18 min 29 s | + 1 min 54 s  |
| 3    | Tony Pond               | Kevin Gormley         | Nissan Violet GT      | 4      | 3 h 24 min 01 s | + 7 min 26 s  |
| 4    | Per Eklund              | Ragnar Spjuth         | Toyota Celica 2000 GT | 4      | 3 h 24 min 32 s | + 7 min 57 s  |
| 5    | Jean-Luc Thérier        | Michel Vial           | Porsche 911 SC        | 4      | 3 h 26 min 28 s | + 9 min 53 s  |
| 6    | Timo Salonen            | Seppo Harjanne        | Nissan Violet GTS     | 4      | 3 h 30 min 49 s | + 14 min 14 s |
| 7    | Carlos Torres           | Filipe Lopes          | Ford Escort RS1800    | 4      | 3 h 34 min 00 s | + 17 min 25 s |
| 8    | José Pedro Borges       | José Nobre            | Ford Escort RS1800    | 4      | 3 h 37 min 06 s | + 20 min 31 s |
| 9    | Franz Wittmann          | Peter Diekmann        | Audi Quattro          | 4      | 3 h 40 min 22 s | + 23 min 47 s |
| 10   | António Santinho Mendes | Rui Cunha             | Nissan Violet 160J    | 2      | 3 h 41 min 35 s | + 25 min 00 s |
| 11   | Alain Coppier           | Josépha Laloz         | Citroën Visa Trophée  | B      | 3 h 47 min 43 s | + 31 min 08 s |
| 12   | Mário Silva             | Rui Bevilacqua        | Ford Escort RS1800    | 4      | 3 h 48 min 59 s | + 32 min 24 s |
| 13   | Jorge Ortigão           | Luís Alegria          | Toyota Starlet        | 2      | 3 h 51 min 42 s | + 35 min 07 s |
| 14   | « Tchine »              | Pierre Thimonier      | Opel Ascona           | 2      | 3 h 54 min 37 s | + 38 min 02 s |
| 15   | Holger Helle            | Ole Hansen            | Opel Kadett GT/E      | A      | 3 h 59 min 27 s | + 42 min 52 s |

### Quatrième étape
Les équipages repartent de Póvoa le jeudi soir, pour une longue étape sur terre. Les trois premiers du classement réalisent le même temps dans le secteur de Fafe, mais dans le tronçon suivant Röhrl effectue une spectaculaire sortie de route à cause d'une défaillance de la direction ; l'équipage est indemne mais la voiture totalement détruite. Michèle Mouton compte désormais huit minutes d'avance sur la Nissan de Pond. Sauf incident, elle ne peut plus être rejointe. Sa position se renforce encore après l'épreuve spéciale de Marão, où Pond abandonne également, boîte de vitesses cassée. Eklund accède à la deuxième place, devant Thérier, avec un retard de neuf minutes et demie sur l'Audi de tête. Dès lors, la course est jouée. Bien que conservant un rythme soutenu, Michèle Mouton assure désormais sa position et l'écart entre les deux premiers va se stabiliser jusqu'au secteur d'Arganil où Thérier renonce, embrayage hors d'usage. Avec plus d'un quart d'heure d'avance sur l'Audi de Franz Wittmann, remonté en troisième position après bien des ennuis au cours de la seconde étape, Eklund n'est plus menacé et lève à son tour le pied. Michèle Mouton rallie Tomar avec douze minutes d'avance sur son premier poursuivant et vingt-sept sur son coéquipier. Les nombreux abandons ont profité au pilote local Carlos Torres, qui occupe la quatrième place au volant de sa Ford Escort, juste devant la Citroën Visa groupe B de Coppier. Très rapide au cours de cette dernière nuit, Toivonen a abandonné peu avant la fin, ayant cassé son embrayage lors de son second passage dans Arganil. Il ne reste plus que vingt-quatre voitures en course.

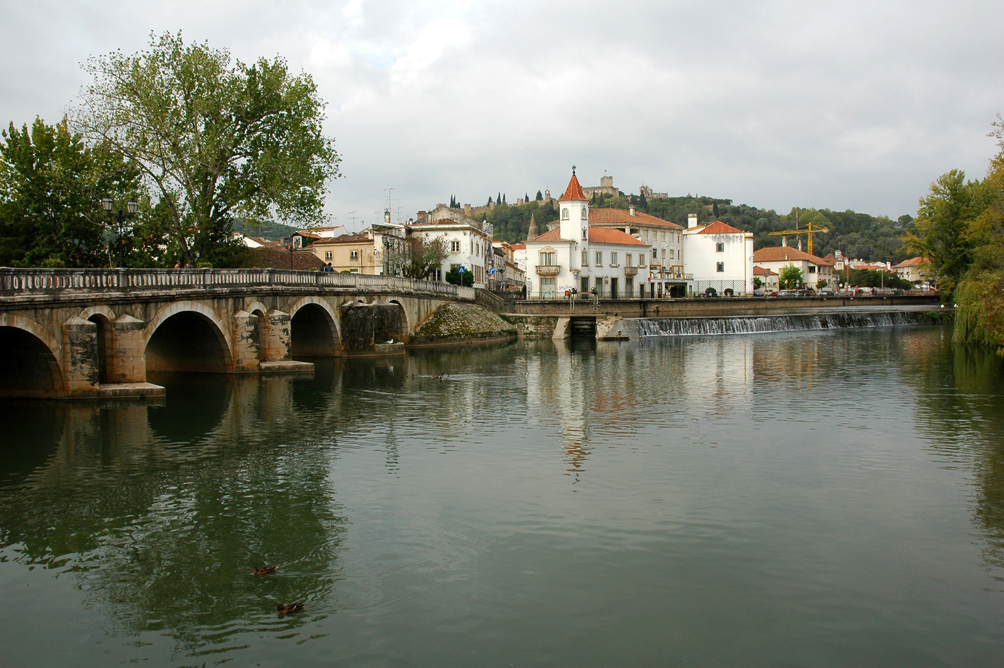
Tomar, terme de la quatrième étape.

| Pos. | Pilote                    | Copilote         | Voiture               | Groupe | Temps           | Écart             |
| ---- | ------------------------- | ---------------- | --------------------- | ------ | --------------- | ----------------- |
| 1    | Michèle Mouton            | Fabrizia Pons    | Audi Quattro          | 4      | 7 h 21 min 23 s |                   |
| 2    | Per Eklund                | Ragnar Spjuth    | Toyota Celica 2000 GT | 4      | 7 h 33 min 22 s | + 11 min 59 s     |
| 3    | Franz Wittmann            | Peter Diekmann   | Audi Quattro          | 4      | 7 h 48 min 34 s | + 27 min 11 s     |
| 4    | Carlos Torres             | Filipe Lopes     | Ford Escort RS1800    | 4      | 8 h 09 min 28 s | + 48 min 05 s     |
| 5    | Alain Coppier             | Josépha Laloz    | Citroën Visa Trophée  | B      | 8 h 33 min 13 s | + 1 h 11 min 50 s |
| 6    | Mário Silva               | Rui Bevilacqua   | Ford Escort RS1800    | 4      | 8 h 39 min 08 s | + 1 h 17 min 45 s |
| 7    | António Ferreira da Cunha | Carlos Resende   | Opel Ascona           | 2      | 9 h 06 min 30 s | + 1 h 45 min 07 s |
| 8    | Christian Dorche          | Patricia Trivero | Citroën Visa Trophée  | B      | 9 h 13 min 56 s | + 1 h 52 min 33 s |
| 9    | Olivier Tabatoni          | Michel Cadier    | Citroën Visa Trophée  | B      | 9 h 15 min 00 s | + 1 h 53 min 37 s |
| 10   | Jorge Fleck               | Silvio Klein     | Opel Kadett GT/E      | 2      | 9 h 18 min 50 s | + 1 h 57 min 27 s |
| 11   | António Santinho Mendes   | Rui Cunha        | Nissan Violet 160J    | 2      | 9 h 22 min 08 s | + 2 h 00 min 45 s |
| 12   | Michel Marie              | Carlos Duarte    | Citroën Visa Trophée  | B      | 9 h 23 min 57 s | + 2 h 02 min 34 s |

### Cinquième étape
Avec seulement deux épreuves chronométrées à disputer, la dernière étape, disputée dans la soirée du vendredi, n'est qu'une formalité pour Michèle Mouton, qui se montre chaque fois la plus rapide et remporte brillamment son deuxième rallye de championnat du monde devant une foule enthousiaste. Le classement ne subit aucun changement, Eklund s'octroyant la seconde place devant Wittmann et Torres, tandis que Coppier parvient à conserver sa cinquième place assortie d'une victoire en groupe B. La victoire d'Audi permet au constructeur allemand de prendre la tête du classement des conducteurs, tandis que Mouton remonte à la deuxième place du classement des pilotes, à seulement quatre points de Röhrl.

### Classements intermédiaires
Classements intermédiaires des pilotes après chaque épreuve spéciale

### Classement général

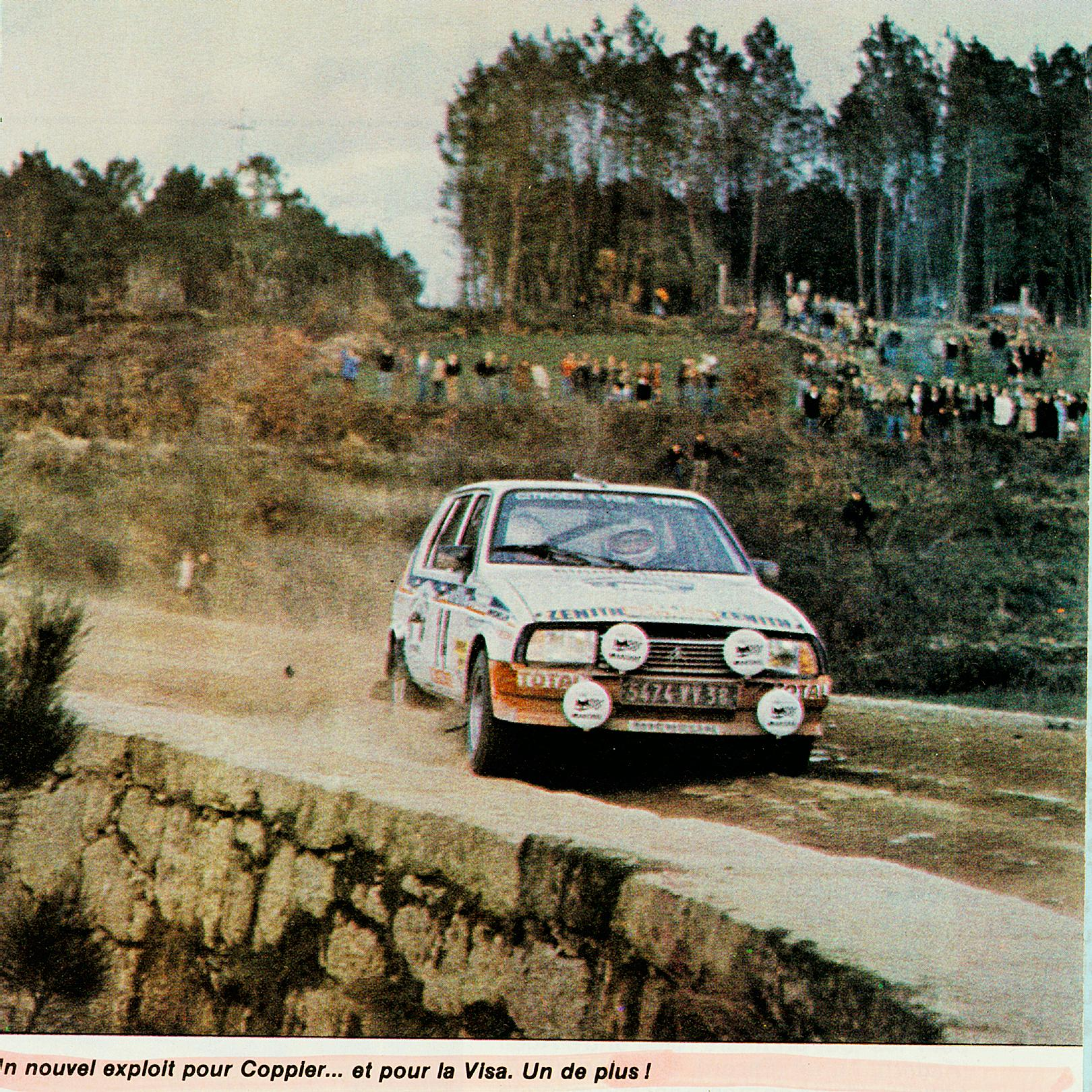
Alain Coppier, vainqueur du groupe B sur sa Citroën Visa Trophée.

| Pos | No | Pilote                    | Copilote         | Voiture               | Temps           | Écart             | Groupe |
| --- | -- | ------------------------- | ---------------- | --------------------- | --------------- | ----------------- | ------ |
| 1   | 7  | Michèle Mouton            | Fabrizia Pons    | Audi Quattro          | 7 h 39 min 36 s |                   | 4      |
| 2   | 8  | Per Eklund                | Ragnar Spjuth    | Toyota Celica 2000 GT | 7 h 52 min 43 s | + 13 min 07 s     | 4      |
| 3   | 18 | Franz Wittmann            | Peter Diekmann   | Audi Quattro          | 8 h 07 min 27 s | + 27 min 49 s     | 4      |
| 4   | 10 | Carlos Torres             | Filipe Lopes     | Ford Escort RS1800    | 8 h 30 min 58 s | + 51 min 22 s     | 4      |
| 5   | 14 | Alain Coppier             | Josépha Laloz    | Citroën Visa Trophée  | 8 h 54 min 11 s | + 1 h 14 min 35 s | B      |
| 6   | 19 | Mário Silva               | Rui Bevilacqua   | Ford Escort RS1800    | 9 h 01 min 12 s | + 1 h 21 min 36 s | 4      |
| 7   | 48 | António Ferreira da Cunha | Carlos Resende   | Opel Ascona           | 9 h 29 min 09 s | + 1 h 49 min 33 s | 2      |
| 8   | 27 | Christian Dorche          | Patricia Trivero | Citroën Visa Trophée  | 9 h 35 min 39 s | + 1 h 56 min 03 s | B      |
| 9   | 59 | Olivier Tabatoni          | Michel Cadier    | Citroën Visa Trophée  | 9 h 40 min 36 s | + 2 h 01 min 00 s | B      |
| 10  | 16 | Jorge Fleck               | Silvio Klein     | Opel Kadett GT/E      | 9 h 40 min 55 s | + 2 h 01 min 19 s | 2      |

### Équipages de tête
- ES1 à ES7 :  Henri Toivonen -  Fred Gallagher (Opel Ascona 400)
- ES8 à ES10 :  Hannu Mikkola -  Arne Hertz (Audi Quattro)
- ES11 à ES40 :  Michèle Mouton -  Fabrizia Pons (Audi Quattro)

### Vainqueurs d'épreuves spéciales
- Michèle Mouton -  Fabrizia Pons (Audi Quattro) : 18 spéciales (ES 11, 14 à 16, 18 à 25, 27, 34, 37 à 40)
- Henri Toivonen -  Fred Gallagher (Opel Ascona 400) : 15 spéciales (ES 1 à 7, 12, 28 à 30, 32 à 35)
- Walter Röhrl -  Christian Geistdörfer (Opel Ascona 400) : 5 spéciales (ES 9, 10, 12, 13, 23)
- Hannu Mikkola -  Arne Hertz (Audi Quattro) : 2 spéciales (ES 4, 8)
- Tony Pond -  Kevin Gormley (Nissan Violet GT) : 2 spéciales (ES 17, 23)
- Franz Wittmann -  Peter Diekmann (Audi Quattro) : 2 spéciales (ES 31, 36)
- Per Eklund -  Ragnar Spjuth (Toyota Celica 2000 GT) : 1 spéciale (ES 26)

## Résultats des principaux engagés
| No | Pilote                    | Copilote              | Voiture               | Groupe | Classement général                              | Class. groupe |
| -- | ------------------------- | --------------------- | --------------------- | ------ | ----------------------------------------------- | ------------- |
| 1  | Walter Röhrl              | Christian Geistdörfer | Opel Ascona 400       | 4      | ab. dans la 24e spéciale (sortie de route)      | -             |
| 2  | Hannu Mikkola             | Arne Hertz            | Audi Quattro          | 4      | ab. dans la 11e spéciale (sortie de route)      | -             |
| 3  | Timo Salonen              | Seppo Harjanne        | Nissan Violet GTS     | 4      | ab. dans la 27e spéciale (transmission)         | -             |
| 4  | Jean-Luc Thérier          | Michel Vial           | Porsche 911 SC        | 4      | ab. dans la 33e spéciale (embrayage)            | -             |
| 5  | Björn Waldegård           | Hans Thorszelius      | Toyota Celica 2000 GT | 4      | ab. dans la 21e spéciale (différentiel)         | -             |
| 6  | Henri Toivonen            | Fred Gallagher        | Opel Ascona 400       | 4      | ab. dans la 36e spéciale (embrayage)            | -             |
| 7  | Michèle Mouton            | Fabrizia Pons         | Audi Quattro          | 4      | 1er                                             | 1er           |
| 8  | Per Eklund                | Ragnar Spjuth         | Toyota Celica 2000 GT | 4      | 2e à 13 min 07 s                                | 2e            |
| 9  | Tony Pond                 | Kevin Gormley         | Nissan Violet GT      | 4      | ab. dans la 25e spéciale (boîte de vitesses)    | -             |
| 10 | Carlos Torres             | Filipe Lopes          | Ford Escort RS1800    | 4      | 4e à 51 min 22 s                                | 4e            |
| 11 | Georg Fischer             | Michael Weinziert     | Talbot Sunbeam Lotus  | 2      | ab. dans la 10e spéciale (moteur)               | -             |
| 12 | António Santinho Mendes   | Rui Cunha             | Nissan Violet 160J    | 2      | ab. après la 39e spéciale (hors délais)         | -             |
| 14 | Alain Coppier             | Josépha Laloz         | Citroën Visa Trophée  | B      | 5e à 1 h 14 min 35 s                            | 1er           |
| 15 | José Pedro Borges         | José Nobre            | Ford Escort RS1800    | 4      | ab. dans la 33e spéciale (rotule de suspension) | -             |
| 16 | Jorge Fleck               | Silvio Klein          | Opel Kadett GT/E      | 2      | 10e à 2 h 01 min 19 s                           | 2e            |
| 18 | Franz Wittmann            | Peter Diekmann        | Audi Quattro          | 4      | 3e à 27 min 49 s                                | 3e            |
| 19 | Mário Silva               | Rui Bevilacqua        | Ford Escort RS1800    | 4      | 6e à 1 h 21 min 36 s                            | 5e            |
| 20 | Malcolm Wilson            | Terry Harryman        | Ford Escort RS1800    | 4      | ab. après la 1re spéciale (moteur)              | -             |
| 21 | Joaquim Santos            | Miguel Oliveira       | Ford Escort RS1800    | 4      | ab. après la 21e spéciale (sortie de route)     | -             |
| 24 | Jorge Ortigão             | Luís Alegria          | Toyota Starlet        | 2      | ab. dans la 33e spéciale (boîte de vitesses)    | -             |
| 27 | Christian Dorche          | Patricia Trivero      | Citroën Visa Trophée  | B      | 8e à 1 h 56 min 03 s                            | 2e            |
| 28 | Holger Helle              | Ole Hansen            | Opel Kadett GT/E      | A      | ab. dans la 4e étape                            | -             |
| 30 | « Tchine »                | Pierre Thimonier      | Opel Ascona           | 2      | ab. dans la 32e spéciale (transmission)         | -             |
| 48 | António Ferreira da Cunha | Carlos Resende        | Opel Ascona           | 2      | 7e à à 1 h 49 min 33 s                          | 1er           |
| 59 | Olivier Tabatoni          | Michel Cadier         | Citroën Visa Trophée  | B      | 9e à 2 h 01 min 00 s                            | 3e            |
| 61 | Michel Marie              | Carlos Duarte         | Citroën Visa Trophée  | B      | 11e à 2 h 15 min 11 s                           | 4e            |
| 83 | António Segurado          | Pedro Sena            | Ford Escort RS1800    | A      | 12e à 2 h 17 min 01 s                           | 1er           |

## Classements des championnats à l'issue de la course

### Constructeurs
- Attribution des points : 10, 9, 8, 7, 6, 5, 4, 3, 2, 1 respectivement aux dix premières marques de chaque épreuve, additionnés de 8, 7, 6, 5, 4, 3, 2, 1 respectivement aux huit premières de chaque groupe (seule la voiture la mieux classée de chaque constructeur marque des points). Les points de groupe ne sont attribués qu'aux concurrents ayant terminé dans les dix premiers au classement général.
- Seuls les sept meilleurs résultats (sur onze épreuves) sont retenus pour le décompte final des points.
- Sur onze épreuves qualificatives prévues pour le championnat du monde 1982, dix seront effectivement courues, le Rallye d'Argentine (programmé en juillet) ayant été annulé en cours de saison.

| Pos. | Marque  | Points | M-C  | POR  | SAF | COR | ACR | NZ | ARG | BRE | FIN | SAN | RAC |
| ---- | ------- | ------ | ---- | ---- | --- | --- | --- | -- | --- | --- | --- | --- | --- |
| 1    | Audi    | 34     | 9+7  | 10+8 |     |     |     |    |     |     |     |     |     |
| 2    | Opel    | 30     | 10+8 | 4+8  |     |     |     |    |     |     |     |     |     |
| 3    | Toyota  | 16     | -    | 9+7  |     |     |     |    |     |     |     |     |     |
| 4    | Porsche | 14     | 8+6  | -    |     |     |     |    |     |     |     |     |     |
| 4=   | Citroën | 14     | -    | 6+8  |     |     |     |    |     |     |     |     |     |
| 6    | Ford    | 12     | -    | 7+5  |     |     |     |    |     |     |     |     |     |
| 7    | Renault | 10     | 6+4  | -    |     |     |     |    |     |     |     |     |     |

### Pilotes
- Attribution des points : 20, 15, 12, 10, 8, 6, 4, 3, 2, 1 respectivement aux dix premiers de chaque épreuve.
- Seuls les sept meilleurs résultats (sur treize épreuves) sont retenus pour le décompte final des points.
- Sur treize épreuves qualificatives prévues pour le championnat du monde 1982, douze seront effectivement courues, le Rallye d'Argentine (programmé en juillet) ayant été annulé en cours de saison.

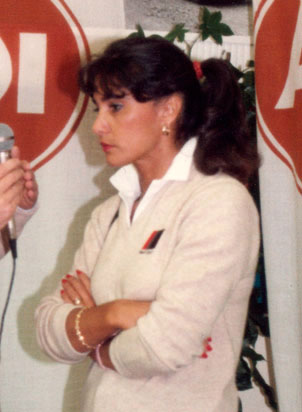
Après sa victoire au Portugal, Michèle Mouton talonne Walter Röhrl au classement provisoire du championnat.

| Pos. | Pilote           | Marque        | Points | M-C | SUE | POR | SAF | COR | ACR | NZ | ARG | BRE | FIN | SAN | CIV | RAC |
| ---- | ---------------- | ------------- | ------ | --- | --- | --- | --- | --- | --- | -- | --- | --- | --- | --- | --- | --- |
| 1    | Walter Röhrl     | Opel          | 32     | 20  | 12  | -   |     |     |     |    |     |     |     |     |     |     |
| 2    | Michèle Mouton   | Audi          | 28     | -   | 8   | 20  |     |     |     |    |     |     |     |     |     |     |
| 3    | Per Eklund       | Saab, Toyota¹ | 25     | -   | 10  | 15¹ |     |     |     |    |     |     |     |     |     |     |
| 4    | Stig Blomqvist   | Audi          | 20     | -   | 20  | -   |     |     |     |    |     |     |     |     |     |     |
| 5    | Hannu Mikkola    | Audi          | 15     | 15  | -   | -   |     |     |     |    |     |     |     |     |     |     |
| 5=   | Ari Vatanen      | Ford          | 15     | -   | 15  | -   |     |     |     |    |     |     |     |     |     |     |
| 7    | Jean-Luc Thérier | Porsche       | 12     | 12  | -   | -   |     |     |     |    |     |     |     |     |     |     |
| 7=   | Franz Wittmann   | Audi          | 12     | -   | -   | 12  |     |     |     |    |     |     |     |     |     |     |
| 9    | Guy Fréquelin    | Porsche       | 10     | 10  | -   | -   |     |     |     |    |     |     |     |     |     |     |
| 9=   | Carlos Torres    | Ford          | 10     | -   | -   | 10  |     |     |     |    |     |     |     |     |     |     |
| 11   | Bruno Saby       | Renault       | 8      | 8   | -   | -   |     |     |     |    |     |     |     |     |     |     |
| 11=  | Alain Coppier    | Citroën       | 8      | -   | -   | 8   |     |     |     |    |     |     |     |     |     |     |
| 13   | Dany Snobeck     | Renault       | 6      | 6   | -   | -   |     |     |     |    |     |     |     |     |     |     |
| 13=  | Lasse Lampi      | Ford          | 6      | -   | 6   | -   |     |     |     |    |     |     |     |     |     |     |
| 13=  | Mário Silva      | Ford          | 6      | -   | -   | 6   |     |     |     |    |     |     |     |     |     |     |